# Beinn a' Chroin
Beinn a' Chroin är ett berg i Storbritannien.   Det ligger i kommunen Stirling och riksdelen Skottland, i den nordvästra delen av landet, 600 km nordväst om huvudstaden London. Toppen på Beinn a' Chroin är 942 meter över havet, eller 133 meter över den omgivande terrängen. Bredden vid basen är 1,5 km.
Terrängen runt Beinn a' Chroin är huvudsakligen kuperad.Runt Beinn a' Chroin är det glesbefolkat, med 9 invånare per kvadratkilometer. Närmaste större samhälle är Tarbet, 16,0 km söder om Beinn a' Chroin. Trakten runt Beinn a' Chroin består i huvudsak av gräsmarker.